# Canti Orfici (Carmelo Bene)
I Canti Orfici è una lettura tenuta da Carmelo Bene dei Canti Orfici di Dino Campana. 

## Edizioni
Teatro:
- Canti Orfici, poesia e musica per Dino Campana. Chitarra solista: Flavio Cucchi. Milano, Palazzo dello Sport (13 marzo 1982).
- Canti Orfici, poesia della voce e voce della poesia, di Dino Campana. Ostia Antica, Teatro Romano (agosto 1994).

Discografia:
- 1999 – Dino Campana – Carmelo Bene - Canti Orfici – Variazioni per voce - stralci e varianti, voce recitante C.B., in collaborazione con la RAI; Mastering Suoni S.r.l.; tecnico del suono A. Macchia; libro e compact disc - Bompiani, giugno

Radio:
- 1997 – Canti Orfici; di Dino Campana

Televisione:
- 1996 – Canti orfici, regia e interprete principale C.B.; montaggio Pietro Centomani; montaggio audio Enzo Savinelli; tecnico video P. Murolo; mixer video Claudio Ciampa; assistente alla regia M. Lamagna; ottimizzazione A. Loreto; direttore di produzione Giovanni Pagano; produzione Nostra Signora S.r.l. e RAI; realizzato nel Centro di Produzione Tv di Napoli; durata 62'33”, trasmesso da Rai 2.

## Fonti
- Carmelo Bene e Giancarlo Dotto, Vita di Carmelo Bene, Bompiani, Milano, 1ª ed. 1998 - ISBN 88-452-3828-8
- Carmelo Bene, Opere, con l'Autografia d'un ritratto, Classici Bompiani, Milano, 2002, ISBN 88-452-5166-7